# قائمة طغاة سرقوسة
سرقوسة أو سيراكوز (بالإغريقية: Συρακοῦσαι) هي دولة مدينة في العصر القديم، تقع على الساحل الشرقي من جزيرة صقلية، ماجنا غراسيا. أسست المدينة على يد المستوطنين من مدينة قورنثوس في عام 734 ق.م أو 733 ق.م. احتلها الرومان في عام 212 ق.م، وأصبحت لاحقا مقرا لحكمهم في صقلية. حكمت بالتوارث من قبل طغاة خلال معظم عمرها كمدينة مستقلة، ولمدة قصيرة باستخدام أنظمة ديموقراطية وأولغاركية. على الرغم من أن بندار وصف حكام سرقوسة بأنهم ملوك (باسيليوس) في أشعاره، لا يظهر بأن هذا المسمى (أو أي مسمى آخر) قد استخدم بشكل رسمي من قبل أي من الطغاة، حتى قام أغاثقلس بتبني هذا اللقب عام 304 ق.م.

## طغاة سرقوسة

### الدينومينديون (485-465)
- جيلون الأول (485 – 478 ق.م)
- هيرون الأول (478 – 466 ق.م)
- ثراسيبولوس (466 – 465 ق.م)

تم خلع ثراسيبولوس عام 465 ق.م وأصبحت سرقوسة تحت حكومة جمهورية لمدة ستين عاما. تعرف هذه الحقبة باسم الديموقراطية الثانية (465 – 405). اعتبار سرقوسة في ذلك الوقت بأنها ديمقراطية بقدر أثينا يعد موضع جدل.

### دايونيسي (405-344)
- ديونيسيوس الأكبر (405 – 367 ق.م)
- ديونيسيوس الأصغر (367 – 356 ق.م)
- ديون (355 – 353 ق.م)
- كاليبوس (355 – 353 ق.م)
- هيبارنيوس (353 – حوالي 350 ق.م)
- نيسايوس (حوالي 350 – 346 ق.م)
- دايونيسيوس الأصغر (استعاد حكمه، 346 – 344 ق.م)

### تيموليون (345-337)
- تيموليون (345 – 337 ق.م)

اعاد تيموليون تشكيل حكومة جمهورية في سرقوسة، والتي استمرت بعد وفاته. هذه الفترة تعرف باسم الديموقراطية الثالثة (337 – 317). هذه التسمية تعد مظللة؛ إذ حُكمت سرقوسة في هذه الفترة بنظام أولغركي.

### أغاثقلس (317-289)
- أغاثقلس (317 – 289 ق.م)

تشير دلائل علم العملات أنه من الممكن قد تم تشكيل حكومة جمهورية بين وفاة أغاثقلس واستيلاء هايسيتاس على السلطة؛ تعرف هذه الفترة في بعض المواضع على أنها الجمهورية الرابعة (289-287؟). لا يعرف شيء عنها.

### خلو العرش (289-276)
- هايسيتاس (289 – 280 ق.م)
- ثينيون وسوسيستراتوس (279 – 277 ق.م)
- بيروس الإبيري (278 – 276 ق.م)

### الهيرونيون (275-214)
- هيرون الثاني (275 – 215 ق.م)
  - جيلون الثاني (حتى 216 ق.م)
- هيرونيموس (215 – 214 ق.م)

بعد الكارثة التي حلت بالرومان في معركة كاناي، دخل هيرونيموس في تحالف مع حنبعل، والذي كان من شأنه أن يقرر مصير المدينة سياسيا. بسبب دعم سرقوسة لقرطاج، قام الرومان بقيادة ماركوس كلاوديوس مارسيليوس بحصار المدينة عام 214 ق.م. اغتيل هيرونيموس بعد فترة وجيزة وأعيد الحكم الجمهوري في المدينة (الديموقراطية الخامسة) إلا أن المدينة سقطت على أيدي الرومان عام 212 ق.م.